# Agathilla physothorax
Agathilla physothorax là một loài tò vò trong họ Ichneumonidae.